# Falklandska funta
Falklandska funta, ISO 4217: FKP, je naziv valute koja se koristi na Falklandskim otocima i otocima Južna Georgia i Južni Sandwich. Označava se simbolom £, odnosno FK£, a dijeli se na 100 penija.
U upotrebi je od 1833. godine i oduvijek je vezan uz tečaj funte sterlinge, a obje su jednako vrijedne u plaćanju na tim otocima u južnom Atlantiku.
Kovanice se izdaju u apoenima od 1, 2, 5, 10, 20, 50 penija, 1 i 2 funte, a novčanice u apoenima od 5, 10, 20 i 50 funti.